# 兜王ビートル
兜王ビートル（かぶとおうビートル）は、2005年公開の日本のコメディ映画。

## 概要
大阪プロレスの兜王ビートルが主演の昆虫バトルムービー。邪悪な外宇宙軍から地球を守るニューヒーロー「兜王ビートル」の活躍を描く。

## キャスト
- 兜勇一 / 兜王ビートル : 兜王ビートル
- 真塚治 / 破滅王ディザスター : 斎藤工
- 蝶野ひとみ / ラ・マリポッサ : 大原かおり
- 星川百合 : 中川翔子
- ゴキアブラー : 桧山慎太朗
- 編集長 : 堀内正美
- スペル・デルフィン : スペル・デルフィン
- エル・ロビンソン : ビル・ロビンソン

友情出演
- 南部虎弾
- なべやかん
- えべっさん
- 獣神サンダー・ライガー

## テーマ曲
- 主題歌「いざ行け!ビートル」

作詞 : 河崎実
作曲 : YOFFY
編曲 : YOFFY、大石憲一郎
歌・演奏 : サイキックラバー
- エンディングテーマ「I BELIEVE」

作詞、作曲 : YOFFY
編曲 : 大石憲一郎
歌、演奏 : サイキックラバー